# Arthur Mapp
Arthur Mapp (* 6. November 1953 in Britisch-Honduras, heute Belize) ist ein ehemaliger britischer Judoka, der 1980 eine olympische Bronzemedaille in der offenen Klasse gewann.

## Sportliche Karriere
Der 1,84 m große Mapp kämpfte im Halbschwergewicht, im Schwergewicht und in der offenen Klasse. 1978 gewann er die British Open im Schwergewicht. Bei den Europameisterschaften 1979 gewann er seinen ersten Kampf im Schwergewicht, schied dann aber gegen den Ungarn Imre Varga aus. Bei den Weltmeisterschaften 1979 gewann er sein Auftaktmatch in der offenen Klasse und schied gegen den Jugoslawen Radomir Kovačević aus.
Bei den Olympischen Spielen in Moskau startete er in der offenen Klasse. Er besiegte in seinem Auftaktkampf den Niederländer Peter Adelaar und im Achtelfinale John Anthony De Wet aus Simbabwe. Im Viertelfinale siegte Mapp gegen den Bulgaren Dimitar Saprjanow, der im Schwergewicht Silber gewonnen hatte. Im Halbfinale unterlag Mapp dem DDR-Judoka Dietmar Lorenz nach 39 Sekunden. Den Kampf um die Bronzemedaille gewann Mapp gegen den Mongolen Dambajan Tsend-Ayush.
1981 siegte Mapp bei den britischen Meisterschaften in der offenen Klasse. Bei den Weltmeisterschaften trat er im Halbschwergewicht an und schied in der ersten Runde aus.